# Outrepont
Outrepont  là một xã thuộc tỉnh Marne trong vùng Grand Est đông nam nước Pháp. Xã này nằm ở khu vực có độ cao trung bình 101 mét trên mực nước biển.
Thị trấn nằm ở tả ngạn sông Chée, sông chảy theo hướng tây nam qua phía bắc xã và tạo thành phần lớn ranh giới phía tây.